# Сергий (Азаков)
Епископ Сергий (Азаков; ум. до 1433) — епископ Русской церкви, епископ Рязанский и Муромский.

## Биография
В апреле 1389 года упоминается в числе архимандритов Спасо-Преображенского монастыря в Москве, где он был архимандритом не больше года.
После 1406 года — архимандрит Московского Симонова монастыря.
В 1423 году (или ранее, позднее 1410 года) был хиротонисан во епископа Рязанского и Муромского; хиротонию возглавил митрополит Фотий.
Епископ Сергий, по сказанию летописи, сопутствовал митрополиту Пимену и вел записки о путешествии его, следовательно он был архиерей образованный. Но его называют человеком не очень строгих правил по сравнению с преподобным Кириллом Белозерским, преемником которого он был в Симоновом монастыре.
Оставил кафедру в 1427 году. Возможно, это год его кончины.